# 巴基斯坦國際航空8303號班機空難
巴基斯坦國際航空8303號班機空難發生於2020年5月22日，一架載有91名乘客及8名機組人員的空巴A320-214從巴基斯坦拉合爾阿拉馬·伊克巴勒國際機場飛往卡拉奇的巴基斯坦國際航空國內班機在第二次嘗試降落於卡拉奇的真納國際機場時墜毀。墜毀前，機長曾向塔臺表示飛機引擎已損壞。

## 失事飛機

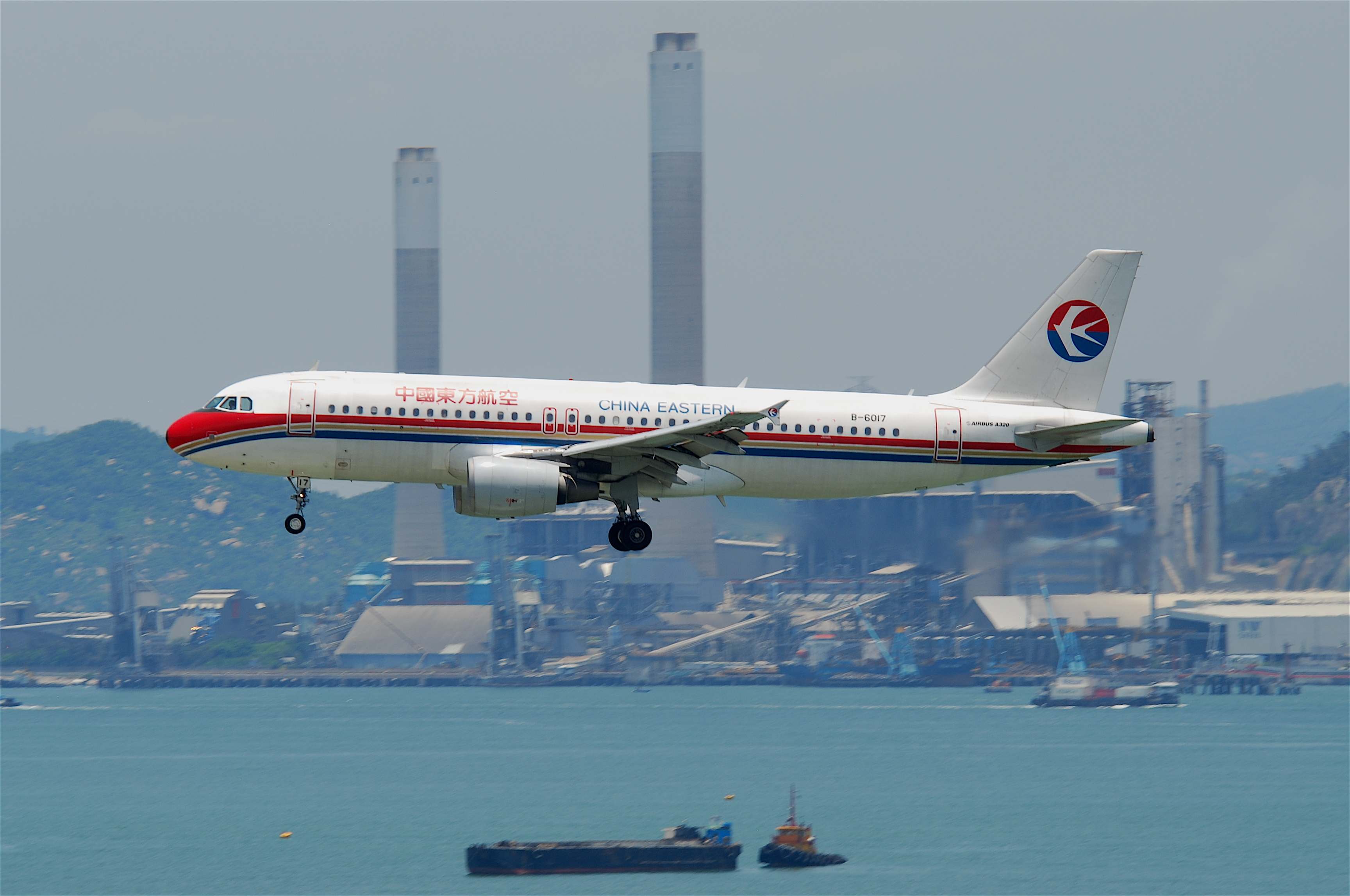
中国东方航空使用时的该飞机

涉事飛機型號為空中巴士A320，註冊編號為AP-BLD，由美國通用電氣資本航空服務公司（GECAS）擁有，2004年8月17日首飛，同年9月租予中國東方航空，当时注册号为B-6017；2014年6月租約到期歸還，退出中国东方航空运营，同年10月30日租予巴基斯坦國際航空，註冊了巴國的編號AP-BLD。根据巴基斯坦当局公布的资料，涉事飞机的飞行时间一共47100小时，飞行次数是25860次，機齡為15.8年，最后一次接受政府检验的时间是2019年11月1日。2020年4月28日，涉事飞机获得巴基斯坦国际航空总工程师签署证明文件，证实飞机的一切维护工作已经完成，并符合安全标准。

## 事故經過
PK8303号航班是于当地时间下午1時5分（UTC時間上午8時5分）从巴基斯坦拉合尔阿拉马·伊克巴勒国际机场飞往卡拉奇真納國際機場的巴基斯坦国际航空国内班机。下午2時34分（UTC時間上午9時34分）在降落時前起落架在1740英尺时突然收起，飛機降落時引擎與跑道不斷磨擦。機師隨後放棄降落，再次爬升。但因引擎与跑道磨擦導致引擎燃油和發動機油都開始從飛機洩漏，這使飛行員無法獲得再次爬升的動力。儘管機組員試圖排除故障。機師向控制塔發出Mayday信號後不久，该飞机随后墜毀在卡拉奇的真纳国际机场民居附近。
客機失事前，機組成員曾向管制員報告：“先生，我們正在返回，發動機失效”。不久後，PK8303号航班机组宣布进入Mayday状态后坠毁。

## 事故後續
衛生與人口福利部部長宣佈卡拉奇醫院進入緊急狀態。而巴基斯坦總理伊姆兰·汗和巴基斯坦空軍首長也下令提供所有可用資源。巴基斯坦總統阿里夫·艾维向死者家屬發表了慰問。
5月23日，巴基斯坦航空部部长古拉姆·萨瓦尔·汗（Ghulam Sarwar Khan）在纪者会上宣布，将会成立独立委员会调查事故原因，两名空难幸存者也可以获得50万卢比赔偿金。巴基斯坦總理伊姆兰·汗随后指示赔偿金加额，遇难者家属可以获得100万卢比。
事故發生10天後，一名居住於飛機墜毀區域的13歲女孩因嚴重燒傷而去世。

### 调查
5月23日，巴基斯坦调查团队宣布已找到了飛行紀錄儀，并将黑匣子移交给调查委员会。5月26日，由空中巴士集團的11人组成的调查团队访问了坠机现场。之后在5月28日宣布从废墟中回收了座舱语音记录器（CVR），两者都将交给空中巴士集团调查小组带到法国进行解码分析。
巴基斯坦航空部部长古拉姆·萨瓦尔·汗宣布，调查的全部结果将在三个月内公布。据巴基斯坦民航局发布的初步调查报告称，飞机首次尝试着陆时，发动机已经刮伤了跑道三次，造成摩擦和火花。飞机与跑道的接触可能已损坏了发动机的油箱和燃油泵。
6月24日，初步调查结果顯示，由於有飛行員感染2019冠狀病毒病，飛機在降落過程中，飞行员一直在讨论2019冠狀病毒病疫情，沒有集中注意力，從而導致飛機在没有放下起落架的情况下开始接近跑道，并且飞行高度是原本应该所处高度的两倍还多，結果飛機第一次著陸失敗，還严重损坏了飞机引擎。最終飛機在嘗試第二次著陸時不幸墜毀。另外，巴基斯坦航空部部长古拉姆·萨瓦尔·汗在公布初步调查结果时表示，空难原因是飞行员和航空管制员的人为疏失所致，并揭露全国飞行员有40%涉嫌飞行执照造假。航空当局在25日就可疑的飞行证照问题展开调查。巴基斯坦国际航空有150名飞行员因飞行执照涉假而遭禁飞。

## 乘客
| 國籍     | 乘客 | 機組人員 | 死亡人數 | 受傷人數 | 總計 |
| -------- | ---- | -------- | -------- | -------- | ---- |
| 巴基斯坦 | 90   | 8        | 96       | 2        | 98   |
| 美国     | 1    | —        | 1        | —        | 1    |
| 總計     | 91   | 8        | 97       | 2        | 99   |

事故後，巴基斯坦國際航空公開來自2個不同國家，分別是巴基斯坦及美國的99名（51名男性、31名女性及9名孩童）乘客與機組人員的名單。遇难者中包括了巴基斯坦超模、女演员扎拉·阿比德，5名来自巴基斯坦陆军的军官和1名巴基斯坦空军的军官。事故中僅有2名巴基斯坦籍乘客幸存，其中一名為旁遮普銀行行政總裁扎法爾·馬蘇德。